# IQVIA
IQVIA, anteriormente llamada Quintiles e IMS Health Inc., es una compañía multinacional estadounidense que presta servicios para las industrias de tecnología de información de salud e investigación clínica. Es un proveedor de servicios de desarrollo biofarmacéutico y subcontratación comercial, centrado principalmente en ensayos clínicos de fase I-IV y servicios analíticos y de laboratorio asociados, en los que se incluye un servicio de consultoría.  
En 2017, se informó que IQVIA era una de las organizaciones de investigación por contrato más grandes del mundo. Tiene una red de más de 58,000 empleados en más de 100 países. 

## Historia
En 1982, Dennis Gillings fundó Quintiles Transnational en Carolina del Norte. En 1990 se fundaron Quintiles Transnational, Quintiles Pacific Inc. y Quintiles Ireland Ltd. En 1991, se creó Quintiles GmbH en Alemania y Quintiles Laboratories Ltd. en Atlanta, Georgia. En septiembre de 1996, Quintiles compró Innovex Ltd. de Gran Bretaña por $747.5 millones.
En el año 2016, Quintiles se fusiona con IMS Health tras una transacción de $ 17.6 mil millones, convirtiéndose en QuintilesIMS. Como resultado de la fusión, la base de datos de profesionales de la salud OneKey, desarrollada por Cegedim Relationship Management pasó a ser parte de QuintilesIMS. 
En noviembre de 2017, la compañía cambió su nombre a IQVIA, cambiando en el proceso su símbolo de cotización en la Bolsa de Nueva York de Q a IQV.